# Copeton
Copeton är en ort i Australien. Den ligger i kommunen Guyra och delstaten New South Wales, i den sydöstra delen av landet, omkring 440 kilometer norr om delstatshuvudstaden Sydney. Antalet invånare är 125. Den ligger vid sjön Lake Copeton.
Trakten runt Copeton är nära nog obefolkad, med mindre än två invånare per kvadratkilometer.. Närmaste större samhälle är Inverell, omkring 18 kilometer nordost om Copeton.
I omgivningarna runt Copeton växer huvudsakligen savannskog. Genomsnittlig årsnederbörd är 880 millimeter. Den regnigaste månaden är januari, med i genomsnitt 134 mm nederbörd, och den torraste är april, med 36 mm nederbörd.